# Anthrax tetraspilus
Anthrax tetraspilus är en tvåvingeart som beskrevs av Hesse 1956. Anthrax tetraspilus ingår i släktet Anthrax och familjen svävflugor. Inga underarter finns listade i Catalogue of Life.